# Ulmus laevis var. simplicidens
El Olmo blanco europeo Ulmus laevis var. simplicidens está presente en el Jardín Botánico Nacional de Letonia en Salaspils. Fue traído desde San Petersburgo, Rusia, en 1964.

## Descripción
El árbol fue descrito por Egbert Wolf en 1924. El epíteto de variedad simplicidens se traduce como 'dientes simples'.

## Presencia

### Europa
- Jardín Botánico Nacional de Letonia, Salaspils, Letonia acc. no. 18137